# Carsten Niebuhr

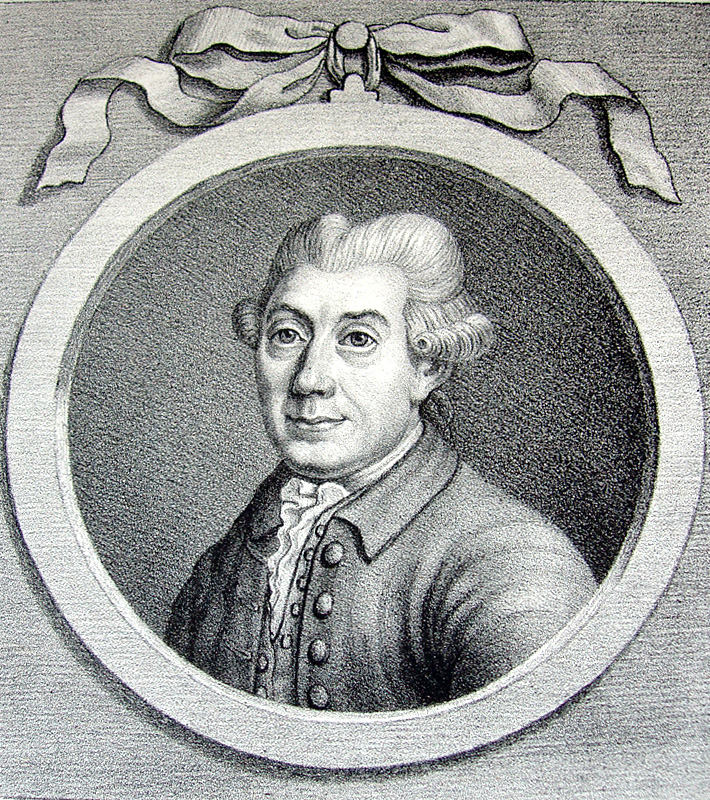
Carsten Niebuhr.

Carsten Niebuhr (Lüdingworth, Land Hadeln, 17 de marzo de 1733-Meldorf, 26 de abril de 1815) fue un explorador, matemático, naturalista y cartógrafo alemán al servicio de Dinamarca, padre del historiador, diplomático y filólogo Barthold Georg Niebuhr.

## Biografía
Niebuhr nació en Lüdingworth (Land Hadeln, Baja Sajonia) hijo del próspero granjero Barthold Niebuhr (1704-1749). Carsten y su hermana fueron educados en casa por un profesor de la escuela local y después asistió a la escuela latina en Otterndorf, cerca de Cuxhaven. Originalmente Niebuhr había tenido la intención de convertirse en topógrafo agrimensor, pero en 1757 emprendió estudios universitarios de matemáticas en la Universidad de Gotinga, entonces la mejor en la materia de Alemania, graduándose en 1760 como ingeniero. Posteriormente ofreció sus servicios a Dinamarca y mientras trabajaba en el área de la navegación con uno sus profesores en 1761, este le propuso unirse a una expedición geográfica que estaba patrocinando el rey Federico V de Dinamarca para explorar Egipto, Arabia y Siria.

## Expedición

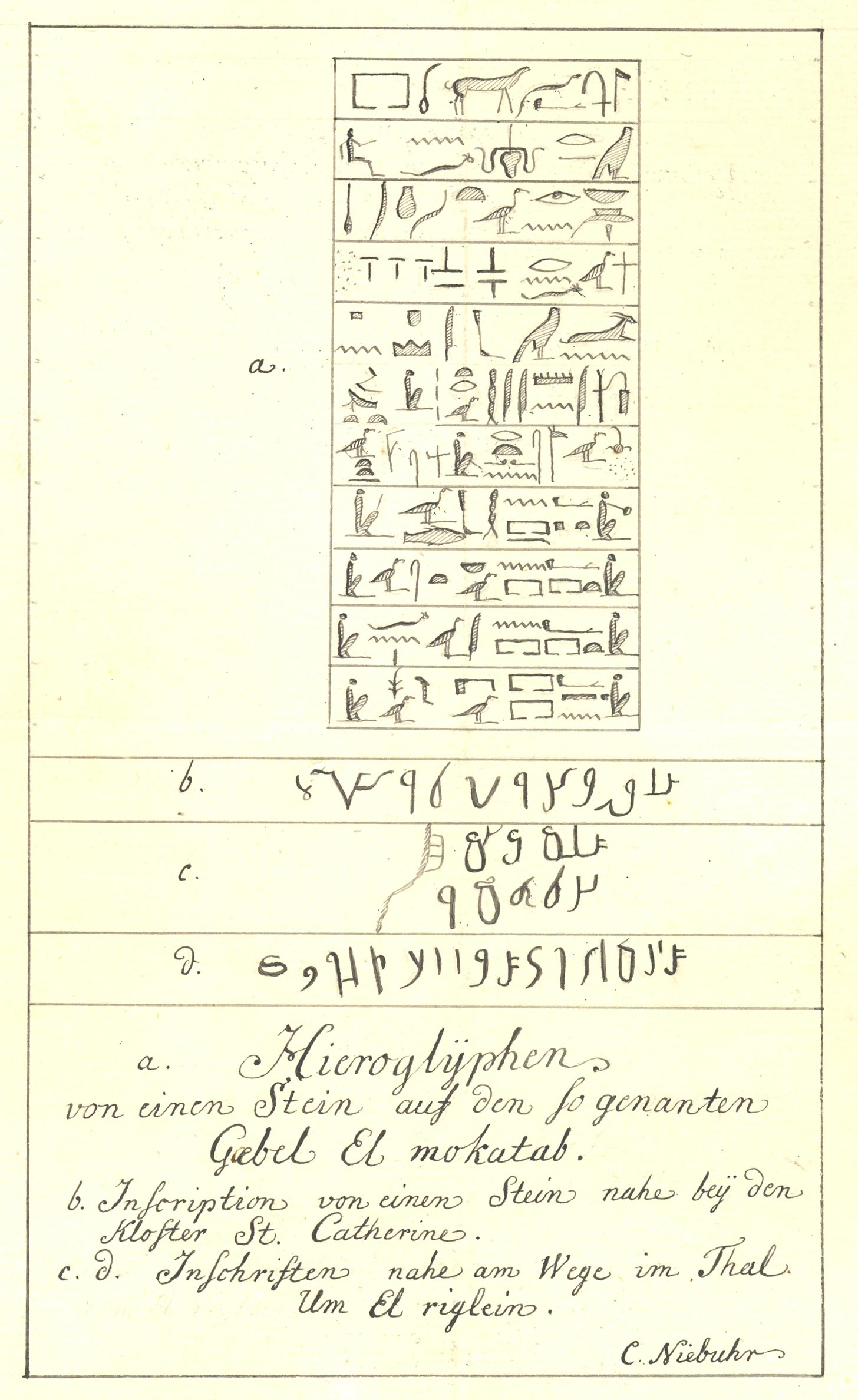
Inscripción jeroglífica dibujada por Carsten Niebuhr

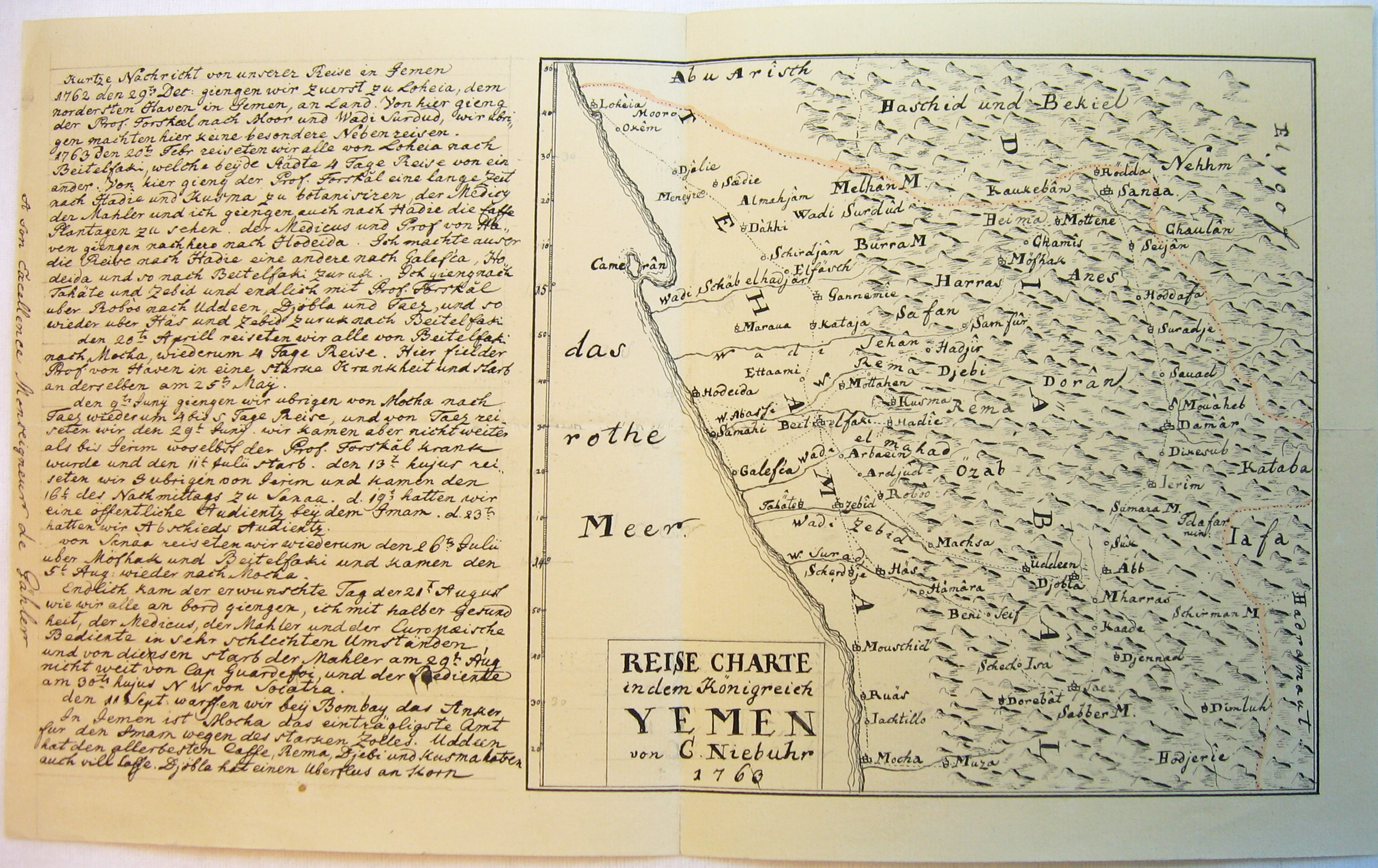
Carta del Yemen realizada por Carsten Niebuhr

La expedición había sido promovida ocho años antes por el orientalista y profesor de la Universidad de Gotinga Johann David Michaelis, y su intención era probar fehacientemente los datos contenidos en la Biblia, para lo cual reunió a cinco especialistas aparte de Carsten Niebuhr, designado jefe de la misma:
1. El profesor Friedrich Christian von Haven, filólogo y etnólogo conocedor del árabe
2. El profesor Peter Forsskål, experto botánico y zoólogo;
3. El doctor Christian Carl Cramer, médico de la expedición
4. Georg Wilhelm Baurenfeind, ilustrador y pintor
5. Berggren, un militar sueco que prestó sus servicios a la expedición (hoy en día sólo se conoce su apellido)

Durante los preparativos hubo alguna discusión entre los participantes por el retraso que hubo a su comienzo a causa de que se quiso esperar a que volviera Friedrich Christian von Haven de sus estudios en Roma; además se discutía sobre el liderazgo y las competencias de cada uno y Haven pugnaba incesantemente por liderar la expedición.
Partieron en enero de 1761 y, aunque habían planeado salir por el mar del Norte, el invierno y las condiciones climáticas del mar Báltico les obligaron a viajar por tierra hasta Marsella y partir desde allí navegando hasta la ciudad de Alejandría. Ascendieron por el Nilo hasta llegar a Suez en medio de innumerables disputas con Friedrich Christian von Haven, que quería acaudillar la expedición. Esto provocó una detención de casi un año en Egipto, que Niebuhr y Forsskål aprovecharon para visitar el Monte Sinaí y perfeccionar su conocimiento del idioma. Durante esta época Niebuhr hizo un mapa de El Cairo describiendo las costumbres, artesanía y economía de sus habitantes. También hizo mediciones de las pirámides de Guiza con una exactitud no alcanzada hasta la fecha, y Haven aprovechó para adquirir en este intervalo algunos manuscritos hebreos.
En agosto de 1762 la expedición al completo se dirigió al mar Rojo y en octubre de 1762 llegaron a Yeda y Luhayya. Desde allí viajaron a Moca, en Yemen. En febrero de 1763 alcanzaron Bayt al-Faqih, un sitio ideal para que Niebuhr y Forsskål investigaran sobre el terreno. En esta región el botánico estudió la flora y fauna y Niebuhr confeccionó el primer mapa exacto del Yemen, que ha sido empleado durante casi más de un siglo después y constituyó un punto de referencia en la historia de la cartografía y geografía de ese país. El 25 de mayo de 1763 falleció el filólogo de la expedición, von Haven, y al poco (10 de julio) le siguió el naturalista Peter Forsskål. El resto de los componentes llegó sano y salvo a Saná, capital de Yemen entonces, y allí pasaron un año.
Parece que Niebuhr logró salvar su vida gracias a su capacidad de adaptación. Adoptó los hábitos de los nativos e incluso vistió y comió como ellos. Desde Mocha el barco se embarcó hasta Bombay y el artista de la expedición, Georg Wilhelm Baurenfeind, murió el 29 de agosto durante la travesía y fue arrojado al océano Índico; el sirviente Berggren murió un día después, así que Niebuhr quedó solo acompañado por el médico de la expedición Christian Carl Cramer. Pero ambos enfermaron y permanecieron catorce meses en Bombay en casa de un médico inglés que los acogió; Cramer no pudo recuperarse y murió el 10 de febrero de 1764. Niebuhr sanó en otoño y se animó a continuar el viaje en solitario. Tenía la intención de visitar Persépolis, y allí permaneció más de tres meses haciendo mediciones, describiendo estatuas y casas y estudiando la ciudad. Sus escritos fundamentaron trabajos posteriores. Visitó Bagdad, Jerusalén, Damasco, etcétera y, ataviado como un árabe y bajo el nombre de "Abdallah" ("sirviente de Dios"), realizó él solo el trabajo de los cinco componentes de la expedición desaparecidos: descripciones botánicas, mediciones geográficas, observaciones etnológicas, etcétera. Como cartógrafo levantó mapas de ciudades y midió distancias. Como etnólogo describió cuentos, costumbres y reglas de comercio de los lugareños, etc. En las Navidades de 1765 alcanzó la ciudad santa de Nayaf y fue el primer occidental en pisar esta ciudad santa del chiismo. En enero de 1766 ya estaba en Bagdad; en marzo llegó a Mosul y en julio alcanzó Alepo. Allí salió de su anonimato y contactó con el rey de Dinamarca; este lo invitó a volver a Copenhague, pero Niebuhr declinó la invitación por el momento.

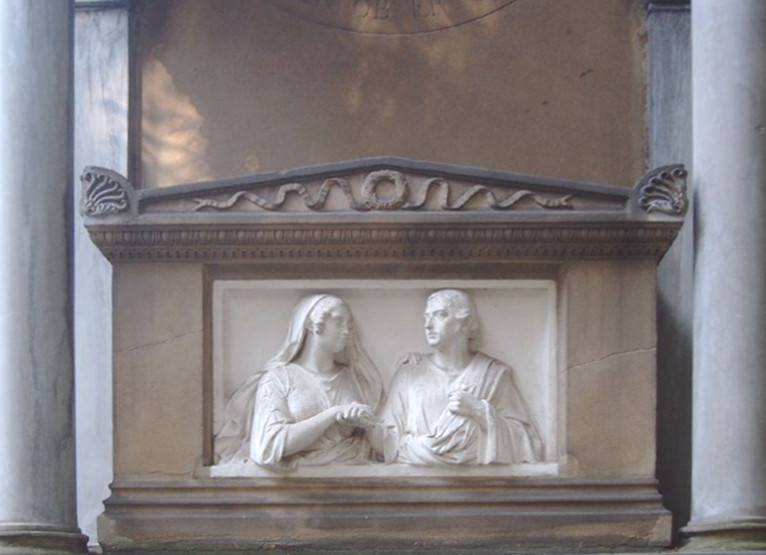
Monumento en Alten Friedhof, Bonn.

Un último viaje lo condujo a Chipre pasando por Jerusalén y Damasco y al fin concluyó su viaje en Constantinopla. Desde allí volvió a Alemania tras un largo, accidentado y peligroso periplo de seis años.
Pasó ocho meses en Gotinga dando cuenta de todo al profesor Michaelis, quien no pareció estar muy conforme con el resultado de sus investigaciones, en parte porque no se ciñó al objetivo de la expedición: investigar los orígenes de la Biblia. Así lo describe Niebuhr en su libro Beschreibung von Arabien ("Descripción de Arabia", 1774). 
Tras esto se retiró con su familia a la ciudad de Meldorf (Dithmarchen), desde la que mantuvo contacto con arqueólogos alemanes como Friedrich Münter. En este lugar de retiro se dedicó a escribir más obras sobre Oriente; en 1776 fue elegido miembro correspondiente de la Real Academia Sueca de Ciencias y falleció el 26 de abril de 1815 a la edad de 82 años.

## Obra
Niebuhr fue no solo un observador minucioso, sino un investigador animado por un propósito moral y una búsqueda permanente de una verdad ajustada a sus observaciones. Sus trabajos son más que un simple estudio clásico de geografía: trata en ellos además la etnografía y la historia de las antigüedades y describe muchos distritos de Arabia por los que pasó. Su primer volumen, Beschreibung von Arabien, fue publicado en Copenhague en 1774; el gobierno danés corrió con los no escasos gastos que supuso hacer un libro provisto de tantas ilustraciones. A esta obra siguió otra en dos volúmenes, Reisebeschreibung von Arabien und anderen umliegenden Ländern (1774-1778). El cuarto volumen fue publicado póstumo muchos años después, en 1837. Incluyó en su obra las descripciones de animales que hizo su difunto amigo Forsskål bajo el título de Descriptiones animalium, Flora Aegyptiaco-Arabica, e Icones rerum naturalium (Copenhague, 1775-1776). Además publicó en el Deutsches Museum diferentes artículos sobre África y la condición política y militar del Imperio otomano. 

### Publicaciones
Las obras de Niebuhr se publicaron en francés y holandés en vida del autor y se realizaron epítomes o resúmenes en inglés traducidos por Robert Heron. Su hijo, el historiador, diplomático y filólogo Barthold Georg Niebuhr publicó  una biografía de su padre en 1817, traducida al inglés en 1838 como una de las Lives of Eminent Men por la Society for the Diffusion of Useful Knowledge.

### Ediciones
- Beschreibung von Arabien. (Kopenhagen 1774), Carsten Niebuhr. Es considerada, más que un libro de viajes, una de las primeras obras etnográficas de la época moderna.
- Reisebeschreibung nach Arabien und anderen umliegenden Ländern. 2 Bde. (Kopenhagen 1774 - 1778). Bd. 3: Reisen durch Syrien und Palästina. (Hamburgo 1837)

### Curiosidades
Thorkild Hansen escribió una narración novelada del viaje de la expedición, La muerte en Arabia.